# Heterogenella bigibbata
Heterogenella bigibbata är en tvåvingeart som beskrevs av Boris Mamaev och Berest 1991. Heterogenella bigibbata ingår i släktet Heterogenella och familjen gallmyggor.
Artens utbredningsområde är Ukraina. Inga underarter finns listade i Catalogue of Life.